# Neanthes operta
Neanthes operta är en ringmaskart som först beskrevs av William Stimpson 1856.  Neanthes operta ingår i släktet Neanthes och familjen Nereididae. Inga underarter finns listade i Catalogue of Life.